# Lilla Kvarnholmen

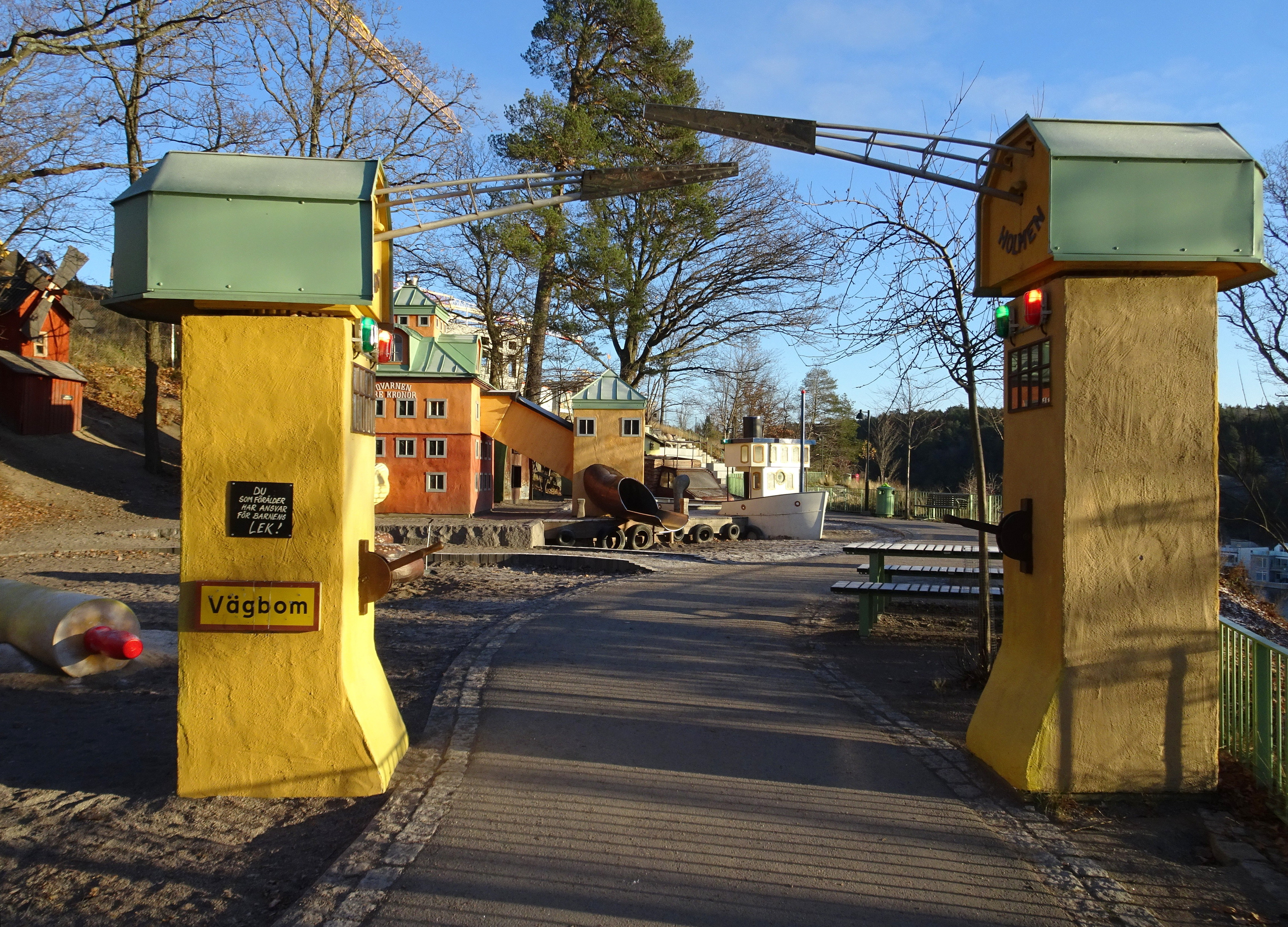
Entrén till lekplatsen.

Lilla Kvarnholmen är en temalekplats nära Rågvägen 12 på Kvarnholmen i Nacka kommun. Lekplatsens tema inspirerades av Kvarnholmens äldre industribebyggelse med bland annat Kvarnen Tre Kronors historiska byggnader. I anslutning till lekplatsen finns en amfiteater, sittplatser, boulebana, soldäck med grill- och utsiktsplats.

## Beskrivning

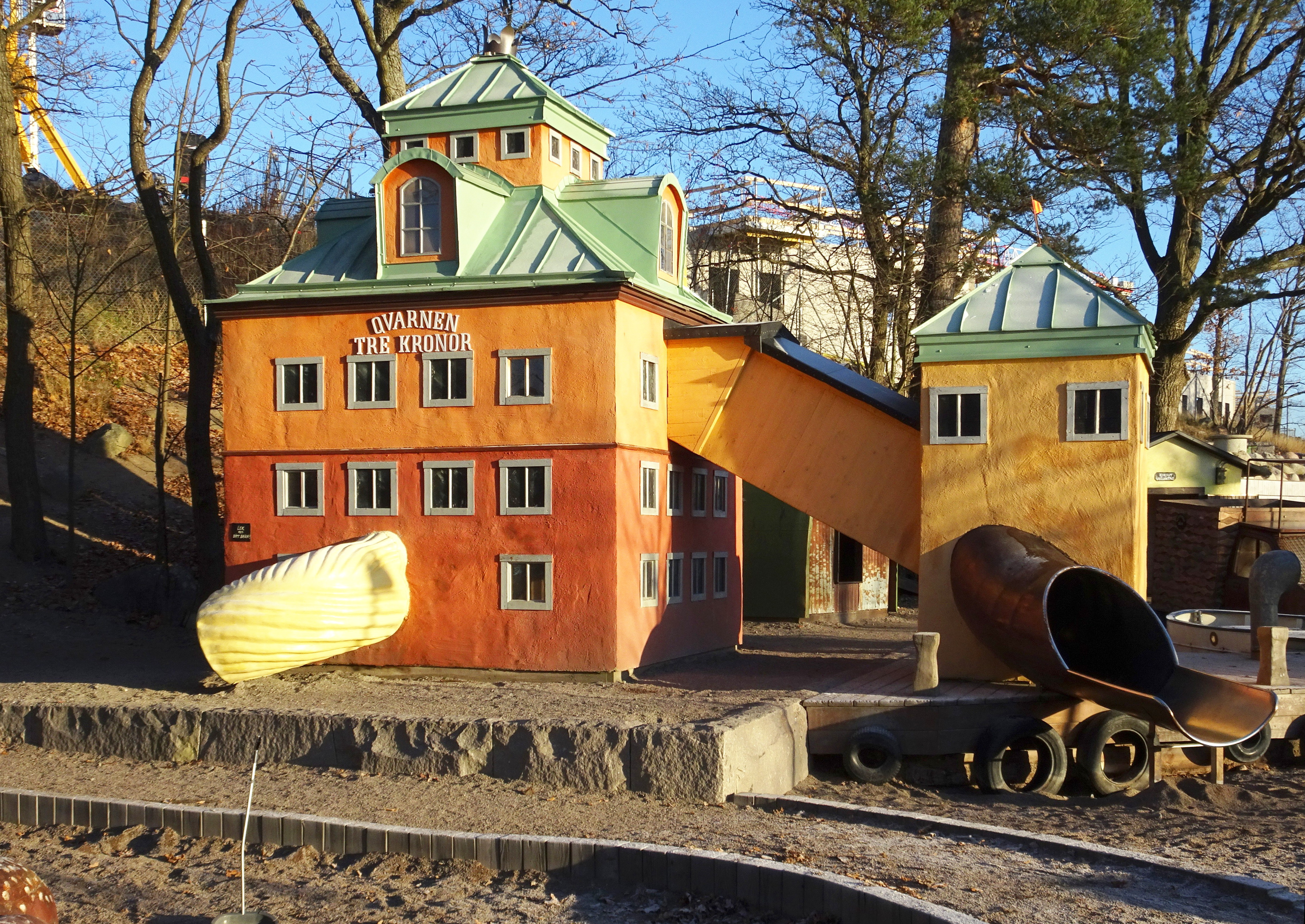
"Qvarnen Tre Kronor", november 2021.

Lilla Kvarnholmen började anläggas 2016 i anslutning nedanför och öster om Kvarnholmens radhusområde och invigdes hösten 2017. Byggherren var Kvarnholmen Utvecklings Aktiebolag (KUAB) och Nacka kommun. Uppdraget att utforma en ny lek- och mötesplats för Kvarnholmens boende gick till ÅWL Arkitekter. 
Lekplatsens miniatyrhus med inspiration från Kvarnholmens historiska byggnader är ett resultat av flera workshops i KOLIBRI (kollaborativ gestaltning) som Nacka kommun lät genomföra hösten 2014 med de boende på Kvarnholmen. Samtliga hushåll på Kvarnholmen bjöds in att delta i den medskapande processen. Detta skedde via direktutskick till alla brevlådor, dörrknackning, inbjudan via olika sociala media och affischering. Under medborgardialogen framgick bland annat att anknytningen till Kvarnholmens industriella historia var mycket viktig. 
För lekplatsen valdes i ett litet naturområde i en södervänd sluttning med lummig grönska och vacker utsikt över Svindersviken. Lekplatsens scenografi skapades tillsammans med konstnären Tor Svae och snickeriet Tamano vars uppdrag var att utforma och bygga en kvarnmiljö med industribyggnader, bostadshus och butik på ett lekfullt sätt. Övergripande byggentreprenör var PEAB.
Bland lekhusen märks ”huvudbyggnaden” Qvarnen Tre Kronor med två rutschkanor, där ena rutschkanan är utformad som en makaron och påminner om KF:s Makaronifabriken. Fartyget Tre Kronor ligger vid kaj nedanför Kvarnen Tre Kronor för lastning eller lossning. Vidare märks Saltkyrkan vars förebild låg vid Sillkajen på Kvarnholmens sydöstra sida. Lekplatsens Konsumbutik anspelar på Kvarnholmens Konsum, nedlagd 1977. Vid Konsumbutiken parkerar knäckebrödsbilen med knäckebröd från KF:s Spisbrödsfabriken. Stugan "Röda Villan" anspelar på de två röda träbyggnaderna som finns på Kvarnholmen idag och som fungerade som bostäder för arbetare vid Gäddvikens superfosfatfabrik.

### Bilder

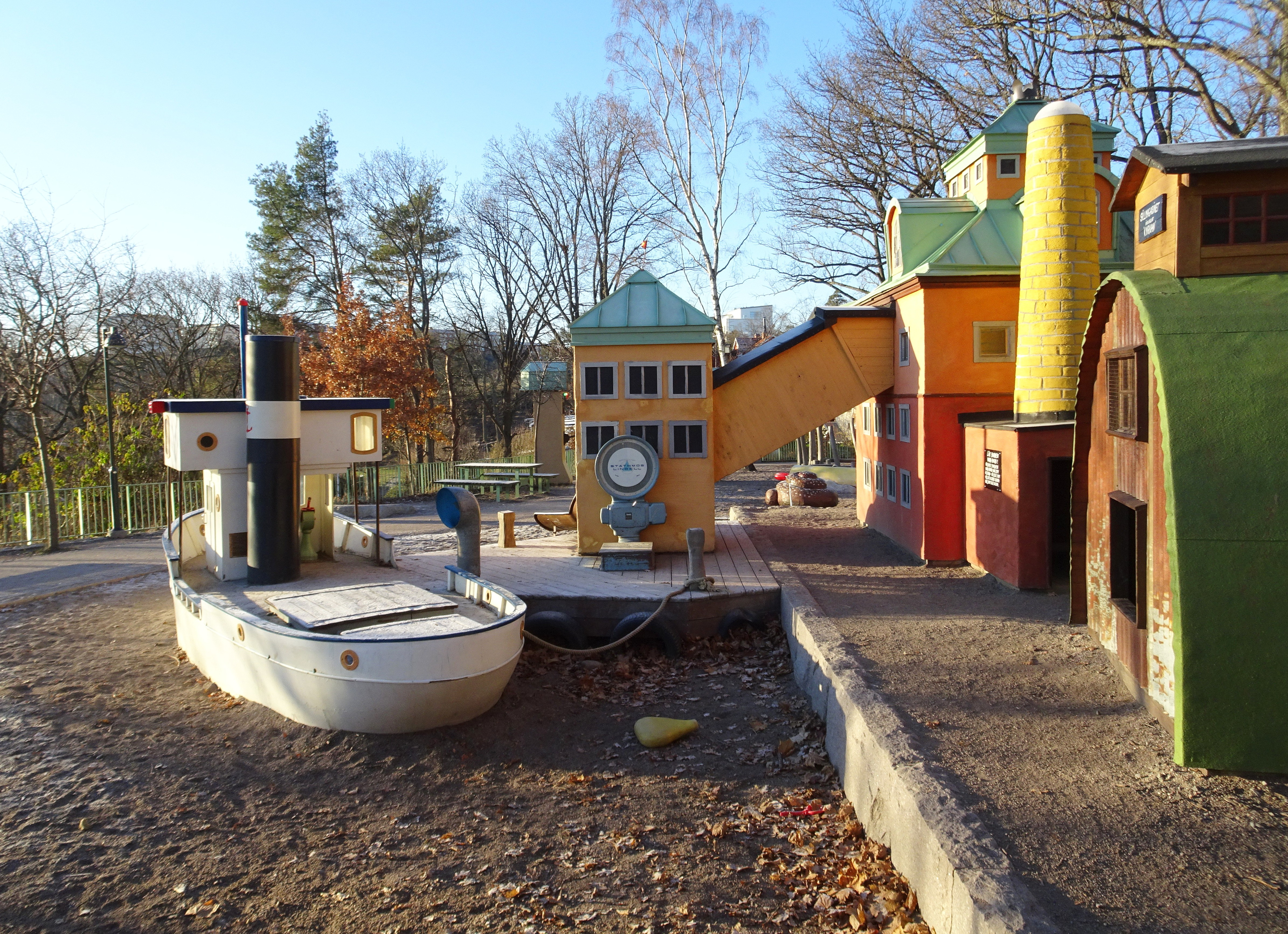
Fartyget "Tre Kronor" vid kaj.
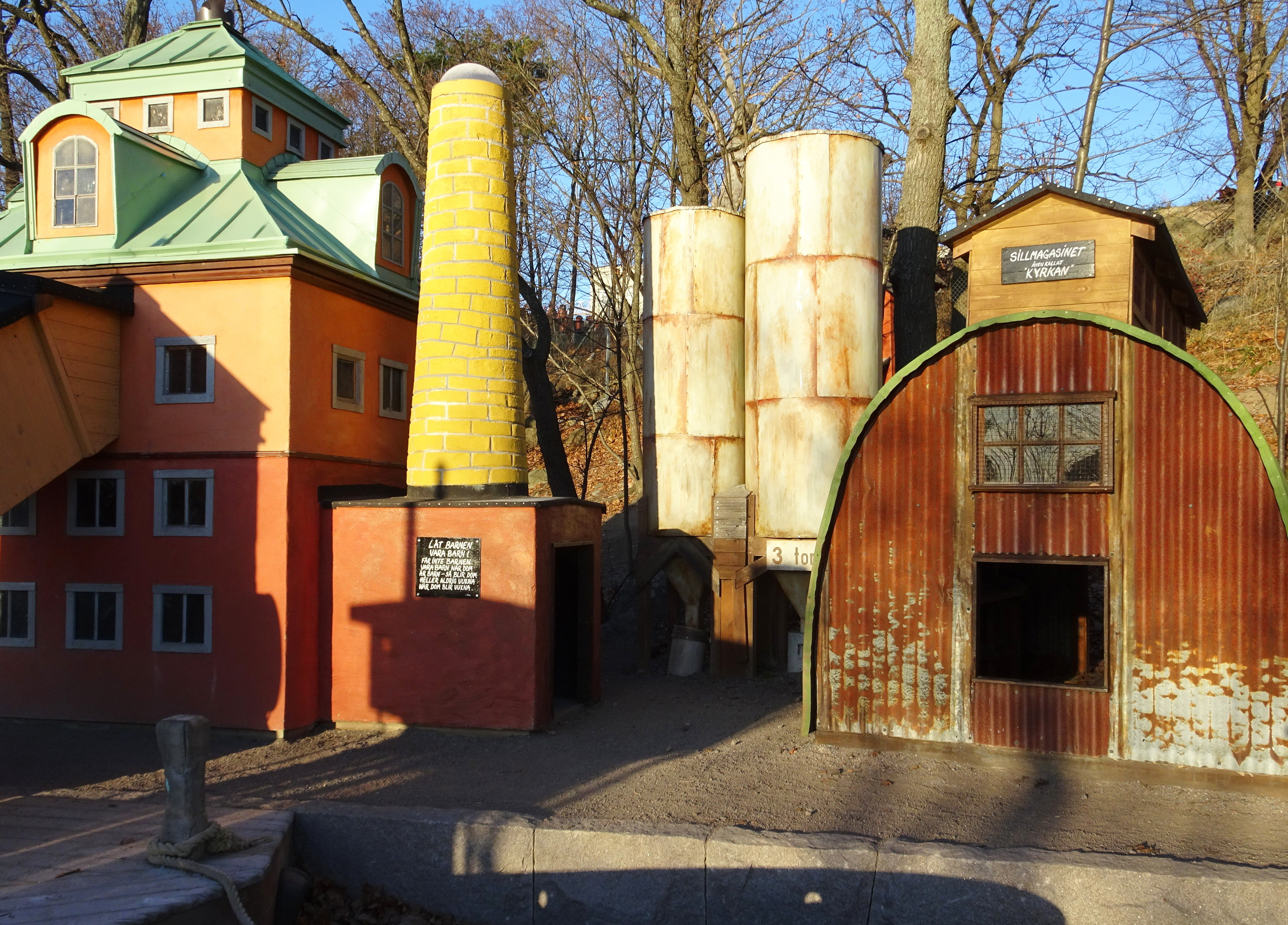
Kvarnen, Silon och "Saltkyrkan".
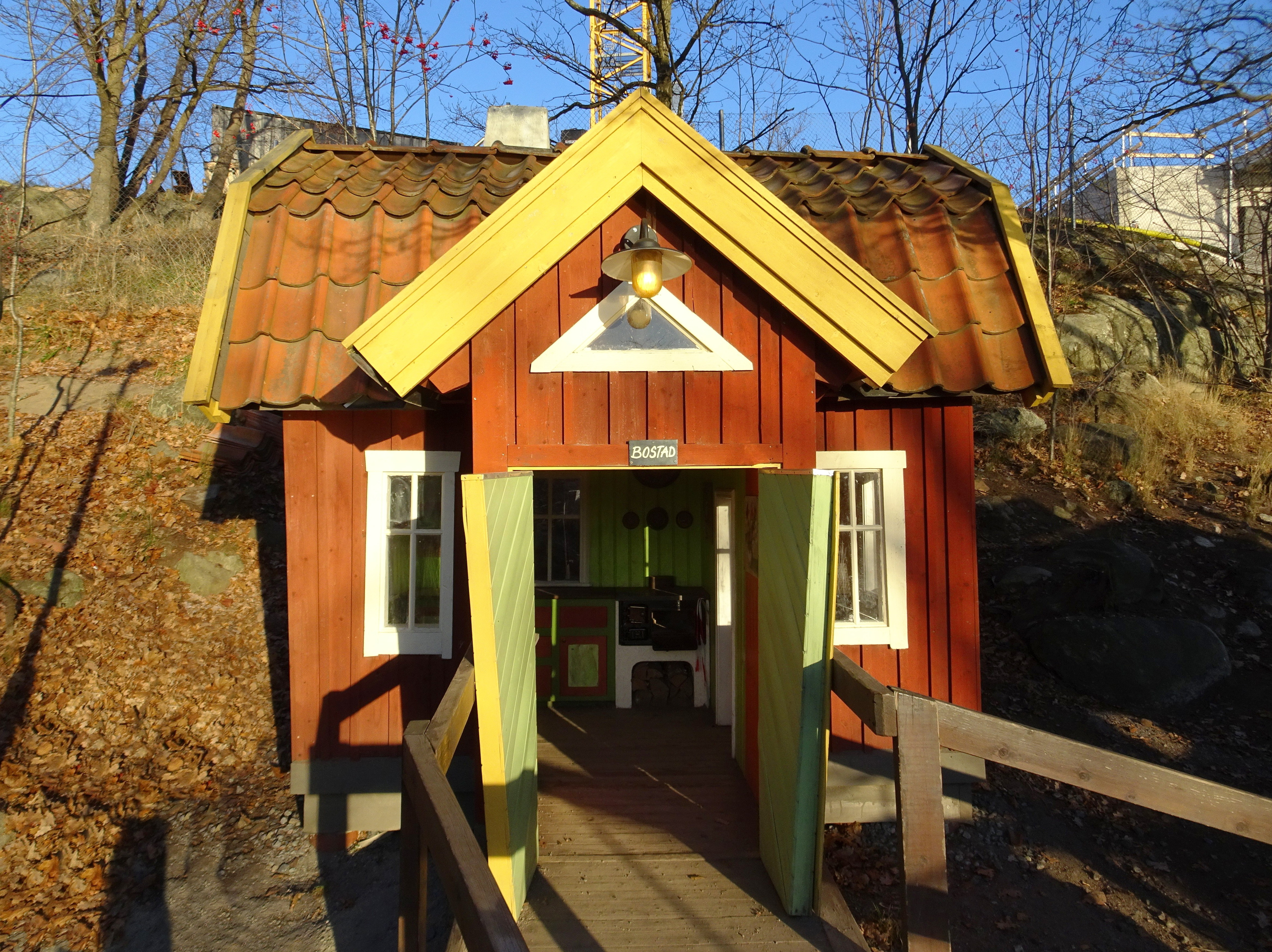
Stugan, "Röda Villan".
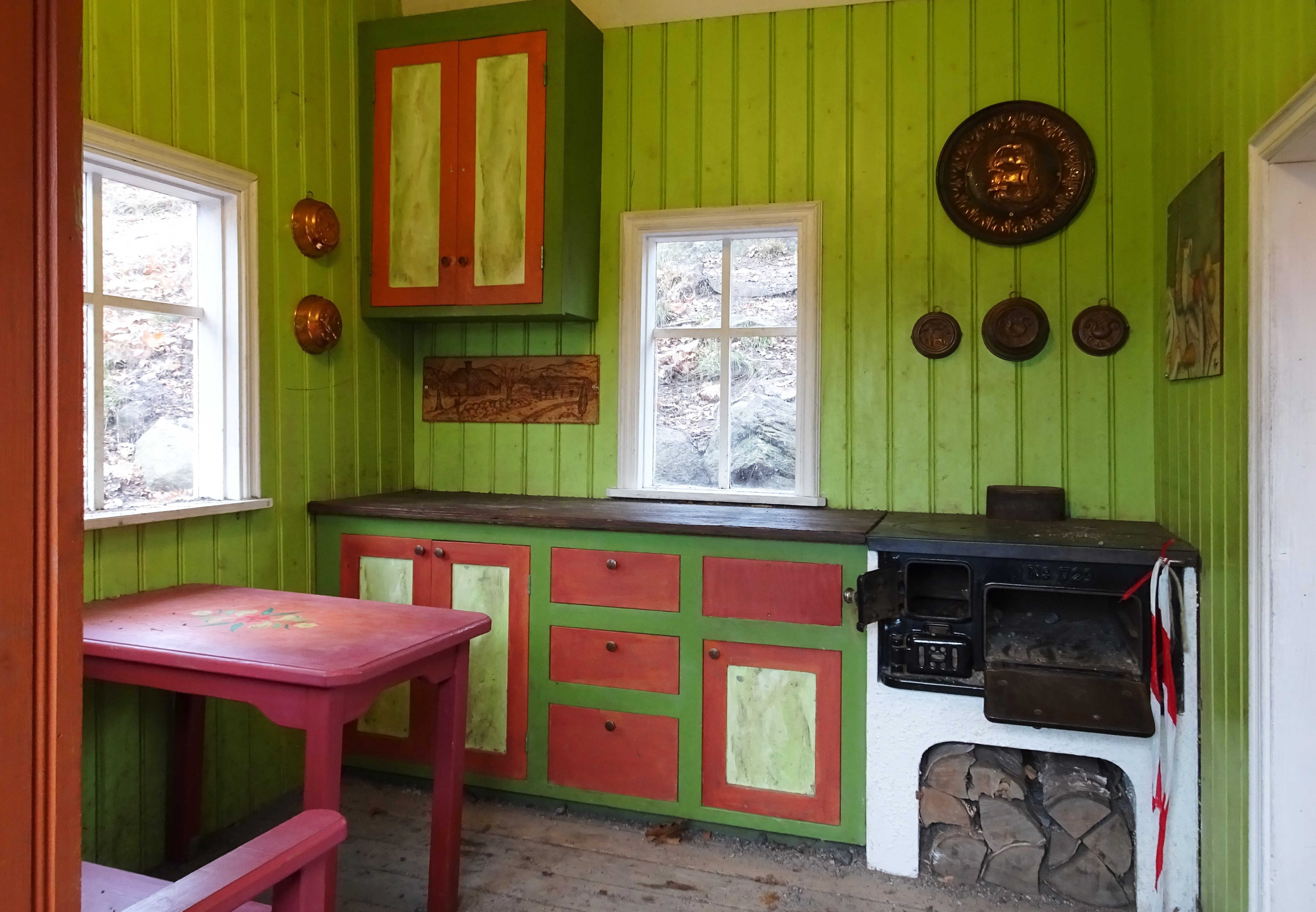
Stugan, interiör.

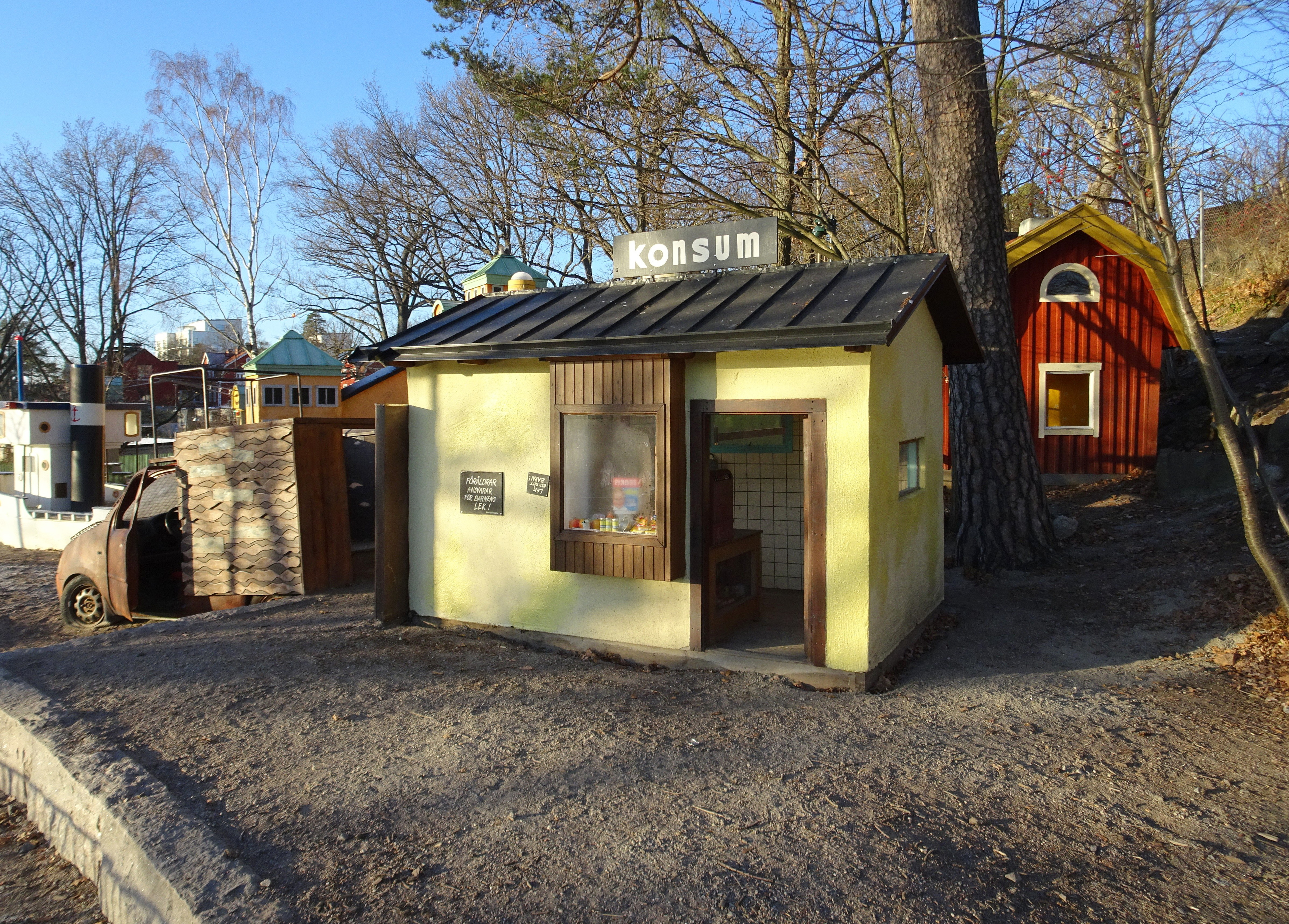
Konsum.
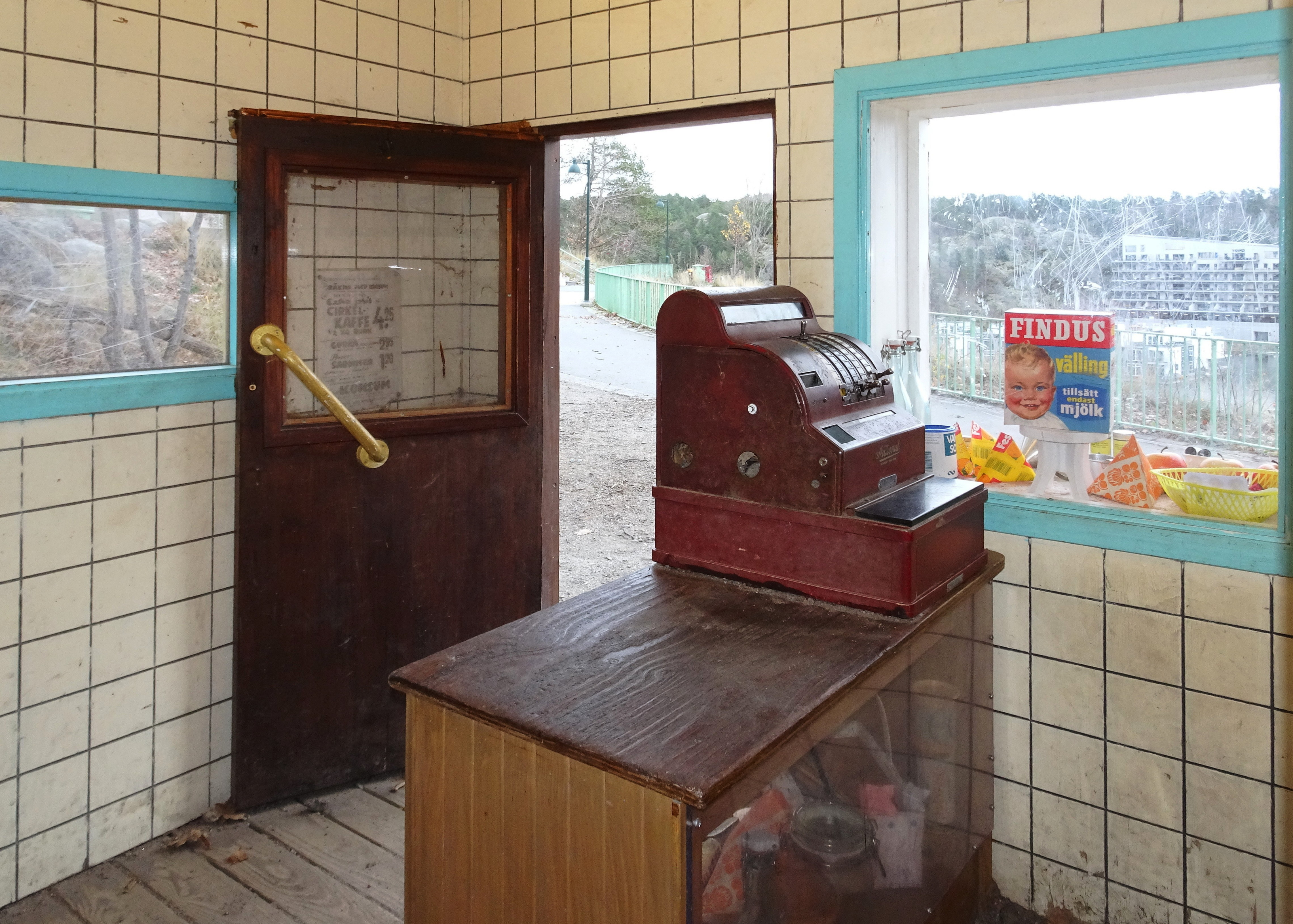
Konsum, interiör.
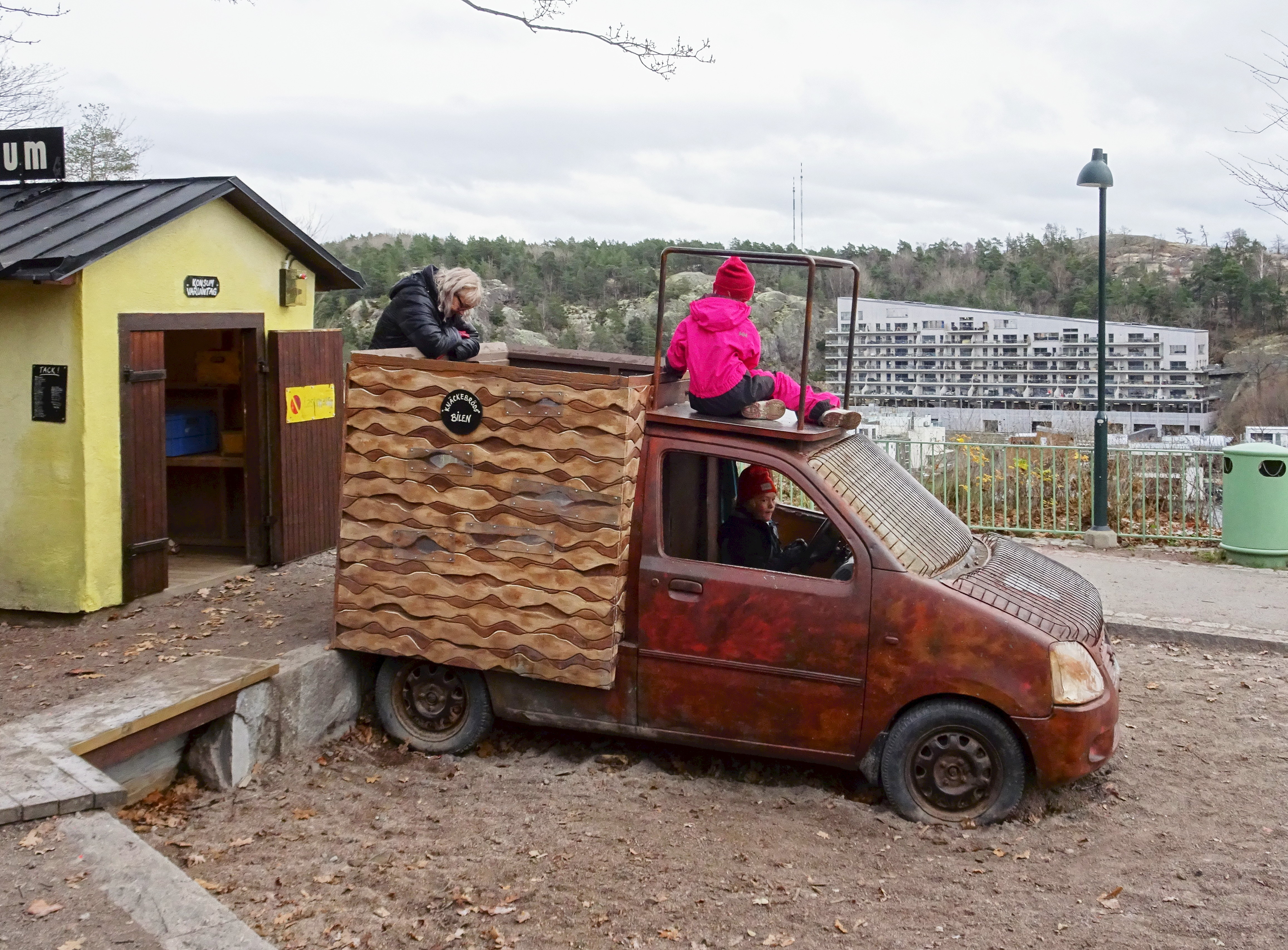
Knäckebrödsbilen.
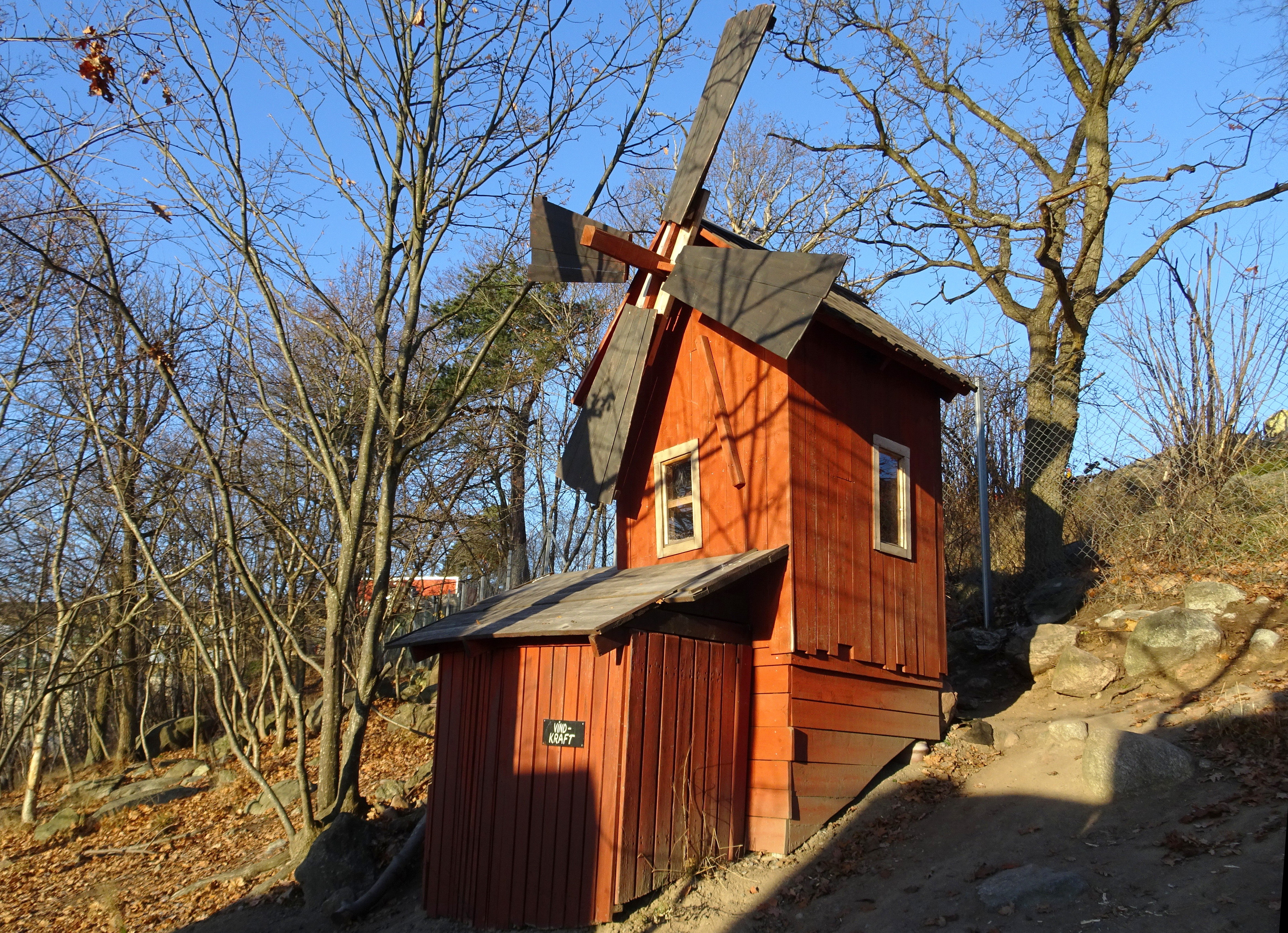
Väderkvarnen.